# Little Richard Sings His Greatest Hits Recorded Live
Little Richard Sings His Greatest Hits Recorded Live — десятый альбом американского певца Литла Ричарда, вышедший в 1966 году на лейбле Modern Records.

## Об альбоме
Little Richard Sings His Greatest Hits Recorded Live его первая концертная долгоиграющая пластинка. За три года (1964—1967) Литл Ричард сменил пять лейблов, для каждого перезаписывая, в большинстве своём, свои старые хиты — либо в студии, либо во время концертных выступлений. Данная пластинка была записана 1 декабря 1965 года в клубе «Domino» в Атланте.

## Список композиций
Сторона А
1. Tutti Frutti
2. Keep A-Knockin’
3. Rip It Up*
4. Jenny Jenny
5. Bama Lama, Bama Loo
6. Long Tall Sally
7. Ready Teddy
8. Slippin’ And Slidin’
9. True, Fine Mama

Сторона Б
1. Bony Moronie*
2. Lucille
3. Bring It Back Home To Me
4. Do You Feel It
5. Whole Lotta Shakin’ Goin’ On

- [*] отмечены песни, названия которых были неправильно напечатаны на обложке.